# Polypore bisannuel
Abortiporus biennis
Espèce
Synonymes
- Abortiporus biennis f. capitatus (Bull.) Domański, Orloś & Skirg.[2]
- Abortiporus biennis var. sowerbyi (Fr.) Bondartsev[2]
- Abortiporus distortus (Schwein.) Murrill[2]
- Bjerkandera puberula (Berk. & M.A. Curtis) Murrill[2]
- Boletus biennis Bull.[2]
- Boletus distortus Schwein.[2]
- Ceriomyces alveolatus (Boud.) Sacc.[2]
- Daedalea albida Purton[2]
- Daedalea biennis var. capitata Quél.[2]
- Daedalea biennis (Bull.) Fr.[2]

Le Polypore bisannuel, Abortiporus biennis, est une espèce de champignons basidiomycètes du genre Abortiporus et de la famille des Meripilaceae.